# Buschbanane
Die Buschbanane (Leichhardtia australis R.Br., Syn.: Marsdenia australis (R.Br.) Druce) ist eine Pflanzenart, die seit 2021 wieder zur Gattung Leichhardtia in der Unterfamilie der Seidenpflanzengewächse (Asclepiadoideae) innerhalb der Familie der Hundsgiftgewächse (Apocynaceae) gehört. Pflanzenteile der Buschbanane waren als sogenanntes Bush Food ein bedeutsames Nahrungsmittel, das vor allem die im Busch lebenden Aborigines essen.

## Beschreibung

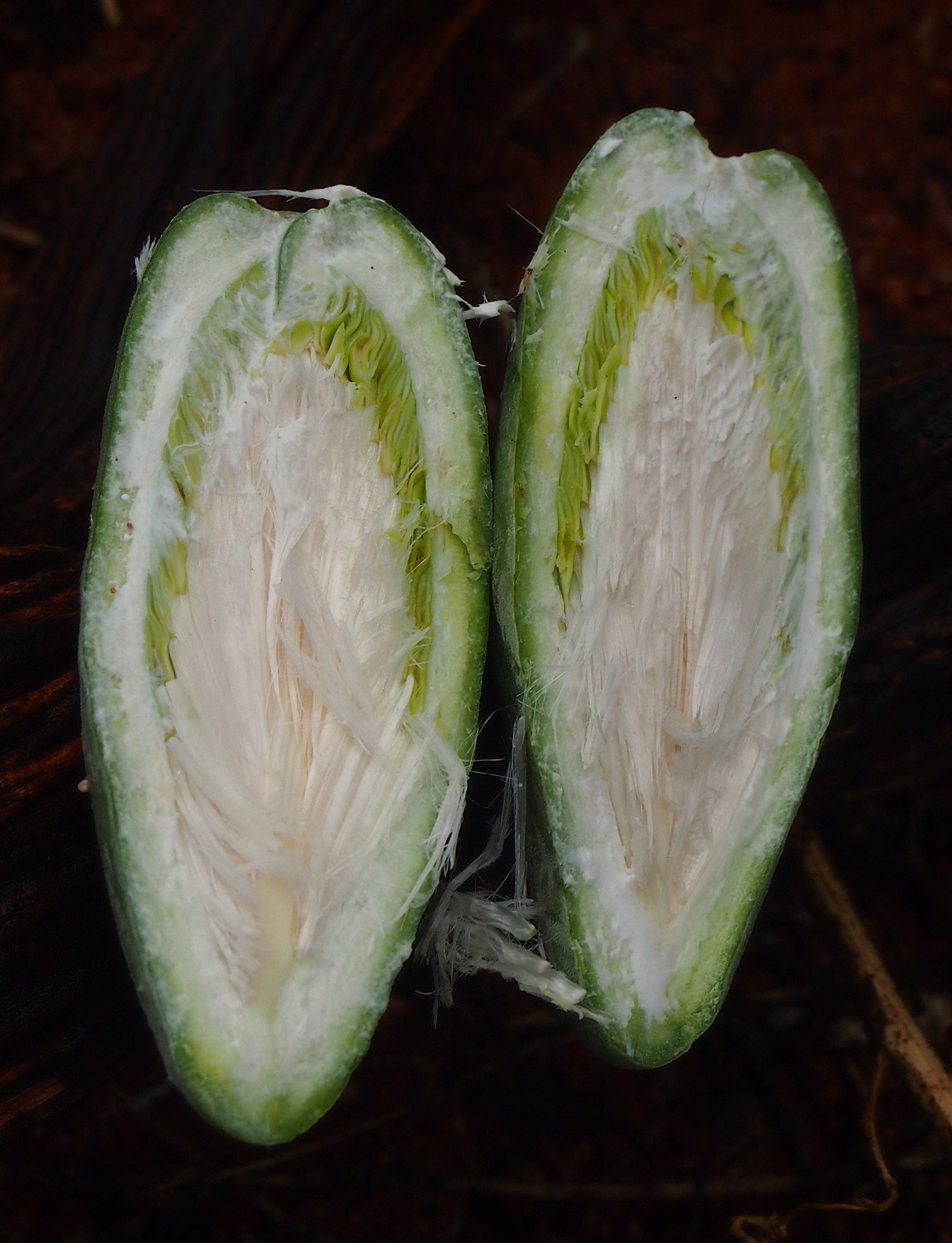
Aufgebrochene Frucht

### Vegetative Merkmale
Leichhardtia australis wächst als windende Kletterpflanze und erreicht Wuchshöhen von bis zu 4 Metern. Sie bildet Knollen mit Durchmessern von bis zu 16 Zentimetern als Überdauerungsorgane aus. Die Rinde an jungen Stängeln ist flaumig behaart, an älteren Stängeln ist sie selten glatt. Es ist weißer Milchsaft vorhanden.
Die  gegenständig angeordneten Laubblätter sind in Blattstiel und -spreite gegliedert. Der Blattstiel ist 2 bis 15 Millimeter lang. Die einfache Blattspreite ist mit einer Länge von meist 3 bis 12 Zentimetern sowie einer Breite von 2 bis 8 Millimetern 10- bis 18-mal länger als breit und lineal-lanzettlich. Die Blattspreiten sind ganzrandig, oft eingefaltet, meist spitz, dicklich und leicht fleischig mit prominentem Mittelnerv sowie meist mit ein bis fünf winzigen Drüsen an ihrer Basis.

### Generative Merkmale
Die Blütezeit reicht vom späten Frühling bis in den Sommer. Auf einem 3 bis 15 Millimeter langen Blütenstand befinden sich in einem doldigen Blütenstand 6 bis 19 Blüten. Der Blütenstiel ist 3 bis 15 Millimeter lang.
Die zwittrige Blüte ist radiärsymmetrisch und fünfzählig mit doppelter Blütenhülle. Die fünf Kelchblätter sind 2 bis 4 Millimeter lang. Die grünliche bis gelbe Blütenkrone weist einen Durchmesser von etwa 4 bis 5 Millimetern auf. Die fünf 6 bis 8 Millimeter langen Kronblätter sind verwachsen mit 3 bis 4 Millimeter langen eiförmigen Kronlappen. Die Staubblätter sind mit dem Gynostegium verwachsen. 
Die dickwandigen, unbehaarten, eiförmigen und zur Reife bräunlichen Balgfrüchte weisen eine Länge von 4 bis 10 Zentimetern und einen Durchmesser von 2,5 bis 3,5 Zentimetern auf. Der Haarschopf der zapfenförmig angeordneten Samen ist 20 bis 40 Millimeter lang.

## Verbreitung
Leichhardtia australis ist in den australischen Bundesstaaten New South Wales, Northern Territory, Queensland, 
South Australia, Victoria sowie Western Australia verbreitet.

## Taxonomie
Die Erstbeschreibung erfolgte 1849 unter dem Namen (Basionym) Leichhardtia australis durch Robert Brown in Botanical Appendix. Narrative of an Expedition into Central Australia, 2, S. 81. Das Artepitheton australis leitet sich aus der lateinischen Sprache ab und bedeutet aus dem Süden kommend. Die Neukombination zu Marsdenia australis (R.Br.) Druce wurde 1917 durch Druce in Nomenclatorial Notes: chiefly African and Australian. The Botanical Exchange Club and Society of the British Isles Report for 1916, Supplement 2, S. 634 veröffentlicht. Ein weiteres Synonym für Leichhardtia australis R.Br. ist Marsdenia leichhardtiana F.Muell. nom. illeg., nom. superfl.
Molekulargenetische Daten erfordern es ein weiteres Mal den akzeptierten Namen zu ändern und seit Forster 2021 gilt wieder Leichhardtia australis R.Br.

## Trivialnamen
Englischsprachige Trivialnamen sind Doubah, Native Pear, Austral Doubah, Cogola Bush, Bush banana, Silky Pear oder Green vine.
Die Buschbanane hat verschiedene Namen in den Sprachen der Aborigines. In der Sprache der Arrernte in Central Australia heißt sie merne alangkwe (ältere Transkription: elonka), merne ulkantyerrknge („die Blume“) und merne altyeye (das Präfix merne bezeichnet Früchte von Pflanzen). Die Früchte der Buschbanane können im frühen wie auch im reifen Zustand gegessen werden. Die kleinen Früchte werden amwerterrpe genannt. Der Ort Kalgoorlie ist nach dem Wort der Wangai-Aborigines Karlkurla benannt, das place of silky pears (wörtlich in die deutsche Sprache übersetzt: „Platz der seidigen Birnen“) bedeutet.

## Nahrungsmittel
Die Buschbanane breitet sich wie Wilder Wein aus, daher der Trivialname Green vine, und rankt ebenso an anderen Pflanzen hoch. Die süß schmeckenden Blüten hängen in kleinen Sträußen an der Pflanze und sind essbar; für die Arrernte-Aborigines sind sie der bedeutendste Teil der Pflanze (altyeye).
Buschbananen werden in heißer Erde neben dem Feuer gekocht oder die jungen roh gegessen (der Geschmack ist mit frischen Erbsen zu vergleichen). Die Samen junger Früchte werden geröstet konsumiert, die der älteren sind bitter und werden nicht gegessen. Die weißlichen Wurzeln werden merne atnetye genannt und werden in heißer Erde neben dem Feuer gekocht, aber nur in Notzeiten. Die feinen Wurzeln sind nicht essbar, aber junge Sprossen und die Blätter.
Die Buschbananen werden heute in den zentralen Wüsten Australiens gegessen. Es ist eine der bedeutendsten essbaren Pflanzen für die Aborigines.

## Kunst und Mythologie
Diese essbare Pflanzenart wird in der Kunst der Aborigines dargestellt, besonders in Malereien über die bush tucker, wie auch als Gemälde in sogenannten Bush Banana Dreamings der Traumzeit. Die Pflanze hat als Totem für die Aborigines große Bedeutung. Bildhafte und symbolische Darstellungen malten zum Beispiel die Aboriginekünstler Christopher Japangardi Poulson/Yuparli Jukurrpa, Deidrie Napangardi Brown, Janet Forrester Ngala und Dorothy Abbott Napangardi.